# في سي 1
في سي 1 (بالإنجليزية: VC-1)‏ وهو الاسم غير الرسمي لمعيار شيفرات الفيديو 421 أم (421M) الذي صمم أولا من قبل شركة مايكروسوفت. وتم إطلاقه عام 2006 من قبل مجتمع مهندسي الأفلام والتلفزة. وتدعم أقراص الفيديو الرقمية فائقة الدقة وأقراص بلو راي ووسيط الويندوز للفيديو 9 (Windows Media Video 9).